# Ábrahám (keresztnév)
 Ez a szócikk a keresztnévről szól. Hasonló címmel lásd még: Ábrahám (egyértelműsítő lap)
Az Ábrahám héber eredetű férfinév. Bibliai jelentése: sokaság atyja (אַבְרָהָם Avráhám). A bibliai pátriárka eredeti neve Ábrám (אַבְרָם Avrám – felemelt, felmagasztosult atya volt.) A hosszabb névváltozatot akkor kapta, amikor Isten megígérte neki: „népek sokaságának atyjává teszlek”.

## Rokon nevek
Az Ábrahám anyakönyvezhető rokon nevei:
- Ábrám:[1] a név eredeti alakja, jelentése: fölséges atya[2]
- Ábrán:[1] az Ábrahám és az Ábrám nevek régi magyar változata[2]
- Ábris:[1] magyar kicsinyítőképzős alakból önállósult név[2]
- Ibrány:[1] az Ábrahám név török alakjának, az Ibrahim névnek a régi magyar változata.[2]

## Gyakorisága
Az újszülötteknek adott nevek körében az 1990-es években az Ábrahám és az Ábris igen ritka név, az Ábrám, Ábrán és Ibrány név szórványosan fordult elő. A 2000-es és a 2010-es években sem szerepelt egyik sem a 100 leggyakrabban adott férfinév között.
A teljes népességre vonatkozóan a 2000-es és a 2010-es években az Ábrahám és rokon nevei nem szerepeltek a 100 leggyakrabban viselt férfinév között.

## Névnapok
- Ábrahám: június 15.,[2] augusztus 16.,[2] október 9.[2]
- Ábrám: október 9.[2]
- Ábris:  március 16.,[2] október 9.[2]
- Ábrán: június 15.,[2] augusztus 16.,[2] október 9.[2]
- Ibrány: október 9.[2]

## Idegen nyelvi változatai
- angolul, franciául, németül, hollandul, lengyelül, svédül: Abraham
- japánul: アブラハム
- portugálul: Abraão
- olaszul: Abramo
- románul: Avram
- héberül: אברהם
- törökül: Ibrahim

## Híres Ábrahámok
„Ábrahám” utónevű személyek szócikkeinek listája a Wikidata alapján

### Magyarok
- Ganz Ábrahám gyáriparos, feltaláló

### Külföldiek
- Ábrahám mitológiai alak, a zsidó nép ősatyja, az iszlám vallás egyik prófétája
- Abraham Lincoln amerikai elnök